# Postglacial landhöjning

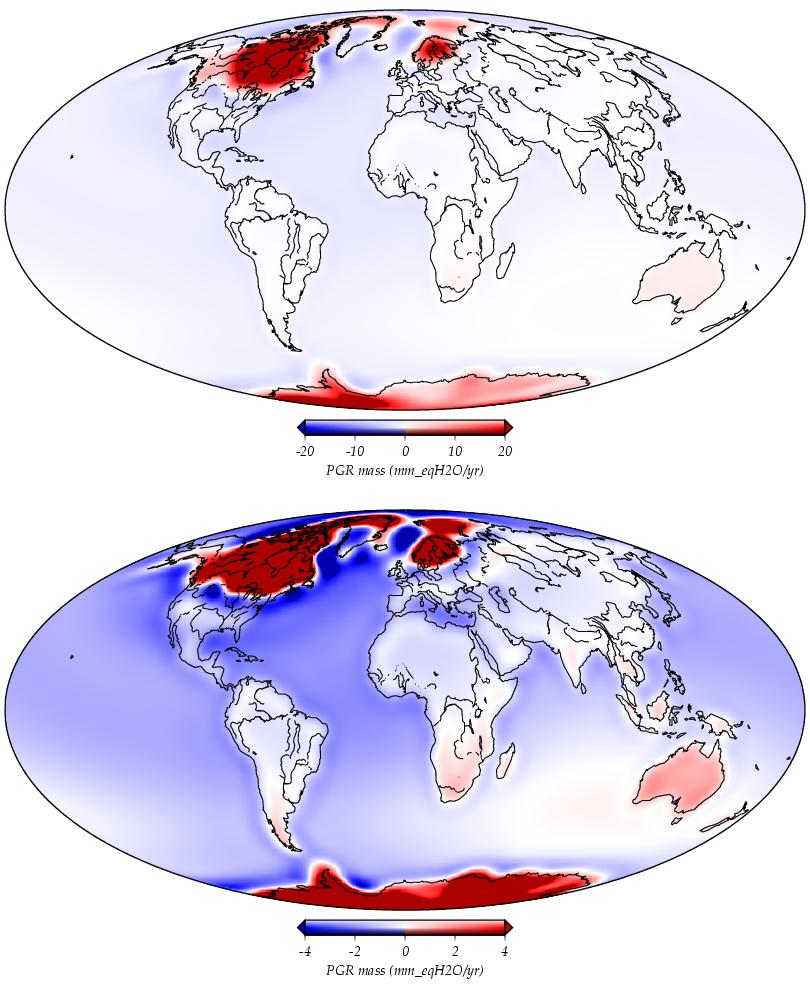
I röda områden sker en landhöjning som är större än havsnivåhöjningen, och i blå områden sker en skenbar landsäkning till följd av smältande polarisar. Figurernas färgskalor har olika upplösning, och anger landförändring i mm/år (vatten-densitets-ekvivalenter).

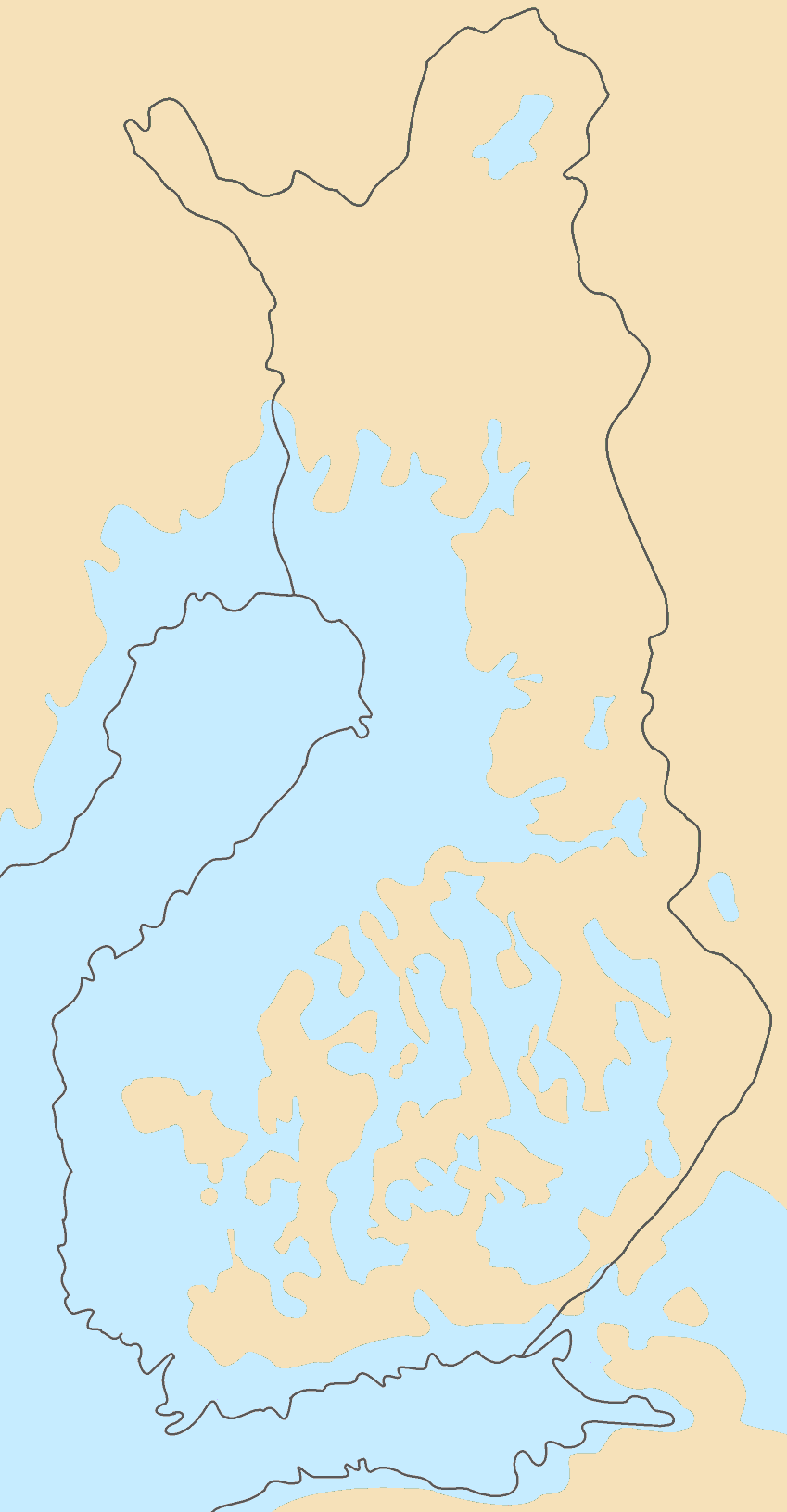
Exempel på postglacial landhöjning i Bottenviken och Finland på 11 000 år.

Postglacial landhöjning är landhöjning orsakad av att jordskorpan återvänder till ett mekaniskt viloläge efter att ha befriats från inlandsisens tryck.
I slutet av senaste istiden var delar av norra Europa och Nordamerika täckta av ett upp till 3 km tjockt istäcke. Isen pressade genom sin tyngd ner jordskorpan i manteln. När isen smälte undan, började landet att stiga igen. På grund av jordmantelns höga viskositet tar denna process tusentals år.
Forskning har visat att landhöjningen inledningsvis var omkring 75 mm/år. Denna fas pågick i cirka 2000 år då isen tunnades ut och drog sig undan. När isen hade försvunnit, minskade landhöjningen till cirka 25 mm/år, och avtog sedan exponentiellt. Landhöjningen beräknas pågå i cirka 10 000 år till. Där landhöjningen idag är som störst kan 50–100 m landhöjning återstå. Exempelvis beräknas att Kvarken kommer att torrläggas vilket leder till att Bottenviken blir en sötvattenssjö med älvförbindelse till Bottenhavet.
I Sverige har den totala landhöjningen haft sitt maximum i Ångermanland (Höga kusten), där landet har höjt sig nästan 300 meter sedan det trycktes ned som mest under istiden. För närvarande är landhöjningen i Sverige mellan 0,5 mm/år och 9,2 mm/år. Den största landhöjningen äger rum i Furuögrund i norra Västerbottens kustland. Det minsta värdet gäller för sydligaste Skåne. I Mälardalen är höjningen cirka 4 mm/år och kring Höga kusten cirka 8 mm/år.
Den pågående klimatförändringen kan resultera i att landhöjningen minskar på grund av att medelhavsvattenytan höjs. I en prognos från ett FN-organ 2007 har prognosticerats en höjning av medelhavsvattenytan på 0,15–0,5 m under de närmaste 100 åren. För exempelvis Stockholms del som har en skenbar landhöjning på knappt 4 mm/år vid en höjning av medelhavsvattenytan på drygt 1 mm/år, skulle detta innebära att landhöjningen hamnar i intervallet 0–3,5 mm/år de närmaste 100 åren.

## Upptäcktshistoria
I Sverige trodde man på sjuttonhundratalet att det rörde sig om en vattuminskning. På initiativ av Anders Celsius inhöggs ett antal märken i bergväggar runt om i landet. Med hjälp av dessa kunde man redan 1765 konstatera att det inte var en vattenminskning utan en olikformig landhöjning. Orsaken till landhöjningen var dock okänd tills skotten Thomas Jamieson 1865 satte den i samband med teorin om istiden som Louis Agassiz hade presenterat 1837. Först efter Gerard De Geers undersökningar 1890 av gamla strandlinjer, blev teorin allmänt accepterad.

## Effekter

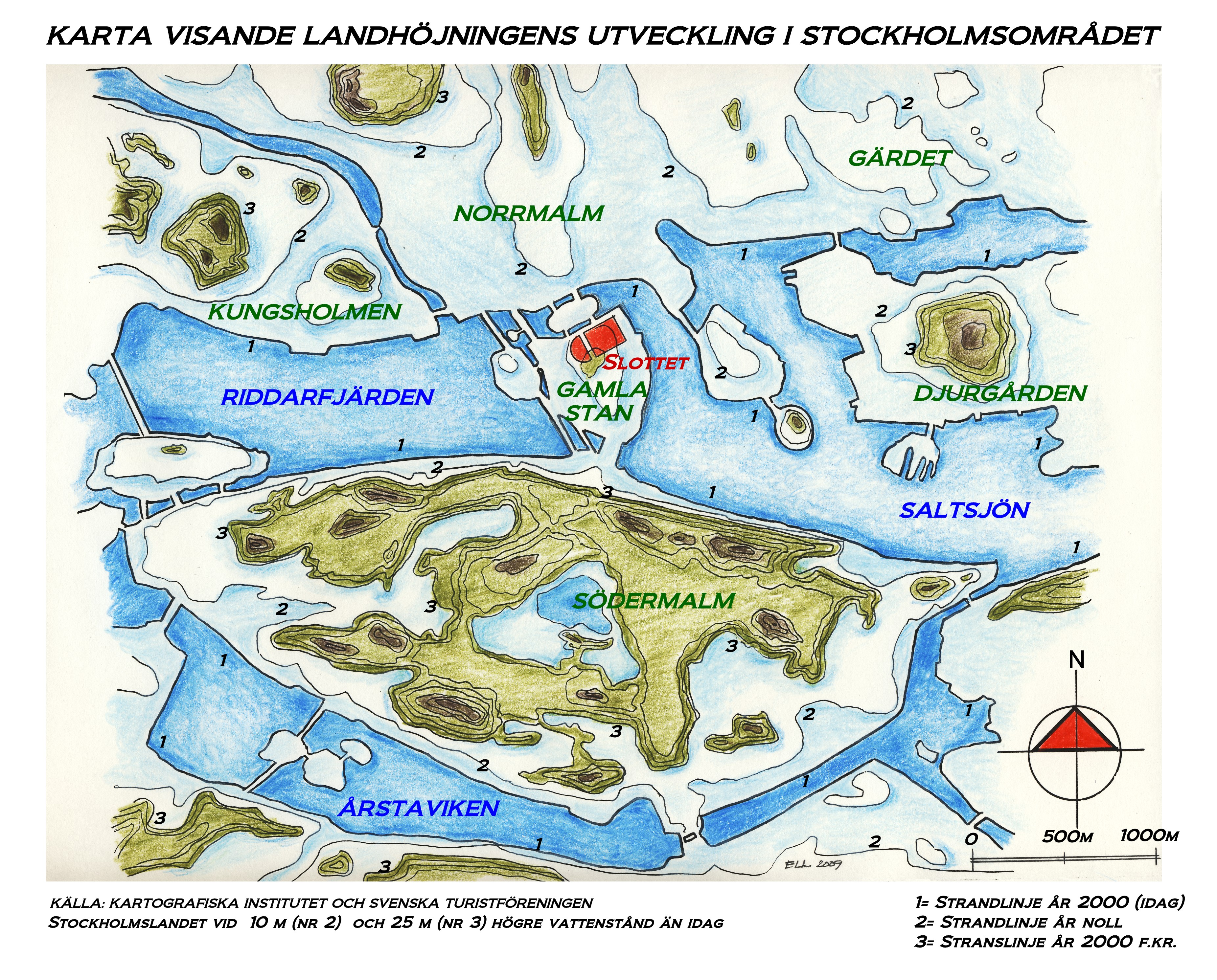
Den postglaciala landhöjningens effekter på strandlinjer i Stockholmsområdet.

En konsekvens av landhöjningen är den tillandning som sker när land stiger ur havet. Vid Ångermanland ligger exempelvis högsta kustlinjen cirka 300 m högre än dagens strandlinje. En annan konsekvens är att insjöars storlek ändras. Eftersom landhöjningen är som störst vid Västerbottenskusten, kommer sjöar söder därom och med utlopp i söder att krympa medan sådana sjöar med utlopp i norr växer. Ett exempel är Vättern med utlopp vid Motala. Där stiger vattnet allt högre nere vid Jönköping. I norra Norrland avtar landhöjningen ju längre in i landet man kommer, varför de inre delarna av flertalet sjöar med en viss utsträckning har en långsamt stigande vattennivå. De stora lapplandssjöarna har t.ex. en stigande vattennivå närmast fjällkedjan, där landhöjningen är långsammare än vid utloppet, som i regel ligger närmast Bottenvikskusten.
Landhöjningen har haft stor betydelse i Norden. Mälaren var tidigare en vik av Östersjön, men på grund av landhöjningen skars den av med början för ca 1000 år sedan, vilket påverkade att Stockholm anlades i mitten av 1200-talet. Många nordiska hamnstäder, exempelvis Östhammar, Vasa och Torneå, har flyttats en eller flera gånger då hamnen grundats upp.
I Storbritannien var Skottland men inte södra England istäckt. Idag sker därför en landsänkning i södra England vilket ökar risken för översvämningar från havet, speciellt i områdena vid de nedre delarna av floden Themsen. I kombination med klimatförändringen innebär detta att Londons översvämningsbarriär (Thames Barrier) kommer att bli underdimensionerad redan efter 2030.
De Stora sjöarna i Nordamerika ligger i stort sett på pivotlinjen mellan land som höjs och sänks. Övre sjön var tidigare del av en mycket större sjö tillsammans med Michigansjön och Huronsjön, men landhöjningen delade upp sjöarna för 2100 år sedan. Idag sker en landsänkning vid sjöarnas sydstränder medan landhöjning sker vid deras nordstränder.